# Кановский сельсовет (Ставропольский край)
Кановский сельсовет — упразднённое муниципальное образование в составе Курского района Ставропольского края России.
Административный центр — село Каново

## География
Сельское поселение находится на западе Курского района. На юге граничит с землями Прохладненского района Кабардино-Балкарии.

## История
С 16 марта 2020 года, в соответствии с Законом Ставропольского края от 31 января 2020 года № 9-кз, все муниципальные образования Курского муниципального района были преобразованы путём их объединения в единое муниципальное образование Курский муниципальный округ.

## Население
| 1989  | 2002  | 2010  | 2011  | 2012  | 2013  | 2014  |
| ----- | ----- | ----- | ----- | ----- | ----- | ----- |
| 1871  | ↗2448 | ↗2490 | ↘2489 | ↘2473 | ↘2455 | ↘2454 |
| 2015  | 2016  | 2017  | 2018  | 2019  | 2020  |       |
| ↗2455 | ↗2472 | ↗2516 | ↗2520 | ↗2545 | ↘2536 |       |

### Национальный состав
По итогам переписи населения 2010 года проживали следующие национальности (национальности менее 1 %, см. в сноске к строке «другие»):
| Национальность | Численность | Процент |
| -------------- | ----------- | ------- |
| русские        | 1496        | 60,08   |
| турки          | 634         | 25,46   |
| цыгане         | 113         | 4,54    |
| лезгины        | 50          | 2,01    |
| немцы          | 48          | 1,93    |
| армяне         | 29          | 1,16    |
| чеченцы        | 29          | 1,16    |
| другие         | 91          | 3,65    |
| Итого          | 2490        | 100,00  |

## Населенные пункты
На территории сельского поселения находятся два населённых пункта:
- село Каново
- хутор Зайцев